# Вениамин (Глебов)
Епископ Вениамин (в миру Василий Алексеевич Глебов; 31 декабря 1885, Смоленск — 6 марта 1938, Ленинград) — архиерей Русской православной церкви, епископ Рославльский, викарий Смоленской епархии.

## Биография
Из семьи священника Алексия Степановича Глебова, секретаря Смоленского архиерея.
В 1900 году окончил Смоленское духовное училище. В 1906 году окончил Смоленскую духовную семинарию, в 1911 году — юридический факультет Императорского Харьковского университета.
В 1913 году поступил послушником в Пафнутьево-Боровский мужской монастырь. Принял монашество с именем Вениамин. В октябре 1913 года рукоположён в сан иеромонаха. C марта 1917 года — иеромонах Смоленского Троицкого мужского монастыря.
В 1918 году мобилизован в Красную Армию, служил в тыловом ополчении в Смоленске.
26 сентября 1920 года в московском храме во имя преподобного Сергия в Рогожской слободе был хиротонисан во епископа Рославльского, викария Смоленской епархии. Хиротонию возглавил Патриарх Тихон.
Во время кампании по изъятию церковных ценностей, пытаясь предотвратить столкновения, 29 марта 1922 года обратился к приходам Рославльского уезда с воззванием, в котором призывал «выполнить все требования комиссии по изъятию; при изъятии попросить лишь оставить священные сосуды, но если бы и их потребовали, то отдать со спокойным сердцем, испросить лишь самое необходимое для богослужения».
В период острого кризиса высшей церковной власти, когда Патриарх Тихон находился под арестом (9 мая 1922 — 25 июня 1923) и власть узурпировало обновленческое Высшее церковное управление, епископ Василий склонялся к признанию полномочий последнего и, как свидетельствует письмо епископа Василия архиепископу Антонину (Грановскому) от 23 апреля 1923 года, не отрицал возможности церковных реформ, которые должны были осуществляться по программе «Союза церковного возрождения», возглавляемого архиепископом Антонином, а не по программе «Живой церкви», руководимой В. Д. Красницким (Антонин выступал против требований «Живой церкви» о введении второбрачия духовенства, закрытии всех монастырей, упразднении епископата и др.). В Рославле к конце 1922 года существовала небольшая группа сторонников «Живой церкви», значительное количество общин во главе с настоятелем Преображенского монастыря архимандритом Рафаилом (Баутиным) разделяло программу «Союза церковного возрождения». Епископ Вениамин пытался примирить общины викариатства, однако все его усилия закончились тем, что 31 октября ВЦУ уволило Вениамина «на покой… с назначением местожительства в г. Задонске Воронежской губ.» (20 сент. «был уволен на покой» архимандрит Рафаил).
Осенью 1922 года епископ Вениамин, по-видимому, предполагал уехать из Рославля. 13-24 ноября 1922 года совет православной общины, принявшей в пользование рославльский Преображенский монастырь, постановил: «Никакого В. Ц. У. как духовного руководителя над собой не признавать и в молитвенное общение с ним не входить. Оставаясь строго православными, признавать своим духовным руководителем и главою еп. Вениамина Рославльского, просить его оставаться в г. Рославле». 5 февраля 1923 года совет полоцкого Софийского православного братства направил епископу Вениамину письмо с просьбой в случае, если слухи о его намерении оставить Рославль («из-за своих строго православных взглядов на обновленческое движение») и уйти на покой правдивы, возглавить православных в Полоцке в их противостоянии обновленцам.
Постановление об «увольнении на покой» епископа Вениамина и архимандрита Рафаила и сообщение о том, что они не подчинились этому постановлению и остаются в Рославле, ВЦУ направило в Смоленский губполитотдел (поступило 23 декабря 1922). 27 февраля губотдел ГПУ предложил уполномоченному по Рославльскому уезду арестовать епископа Вениамина и архимандрита Рафаила. 8 марта 1923 года епископ Вениамин был арестован, заключён в смоленский исправдом, 27 марта переведён в дом предварительного заключения № 2. На вопрос следователя об отношении к проблеме церковного управления в новых исторических условиях епископ Вениамин сказал: «Высшая церковная власть в православной Церкви должна принадлежать поместному российскому Собору православной Церкви и тем органам, которые он создаст, и до созыва Собора право созвать собор принадлежит Высшему церковному управлению… Реформы в Церкви необходимы, и я им сочувствую». Вскоре в ГПУ поступило ходатайство верующих (с многочисленными подписями) об освобождении епископа Вениамина и архимандрита Рафаила. В ходатайстве, в частности, говорилось, что епископ Вениамин и архимандрит Рафаил «никогда не были против советской власти… оба они истинные христиане, учили нас и словом, и примером любви и нравственности в духе христ. веры, чем способствовали уменьшению хулиганства и разного рода проступков и пороков (пьянство и проч.)… Оба никогда не были корыстными, всегда довольствовались тем весьма немногим, что мы могли дать им (еп. Вениамин заявлял, что ему нужно только иметь 1 ф. хлеба в день), чем и учили нас довольствоваться тем же, в настоящее тяжёлое время и не искать богатства и прочих благ мира».
10 апреля 1923 года в Смоленском губотделе ГПУ было составлено обвинительное заключение, в котором говорилось, что главная вина епископа Василия и архимандрита Рафаила состоит в противостоянии «Живой церкви»: «Глебов… являлся главой реакционного духовенства и в целях активного противостояния обновленческому движению церкви бросил лозунг автокефальной церкви… Еп. Вениамин достиг того, что подчинённые ему в церковном отношении попы один за другим стали подавать заявления о непричастности их к т. н. Живой церкви, и вообще гр-н Глебов как епископ своим авторитетом, отмежевавшись под давлением архим. Рафаила от всех обновленческих групп… хотел создать в Рославле крепкую автокефальную церковь с тихоновской окраской… Этим фактом они объявили беспощадную и успешную борьбу с обновленцами и тем самым создали бы невозможность обновленческому движению иметь желательное развитие». Предлагалось выслать епископа Вениамина и архимандрита Рафаила «в места отдалённые Сибири и Севера».
22 мая 1923 году епископ Вениамин направил в ГПУ прошение, в котором заявлял, что «никогда не занимался измышлением и распространением ложных слухов или непроверенных сведений, могущих… возбудить недоверие к власти или дискредитировать её», и просил поскорее рассмотреть дело и освободить его из заключения ввиду слабости здоровья. 7 июня 1923 года он был переведён в Москву в Бутырскую тюрьму. Здесь обвинение было переформулировано в стандартное — «антисоветская деятельность и контрреволюционная агитация». По постановлению Коллегии ОГПУ от 8 августа 1923 года архиерей был освобождён, дело следствием прекращено. После освобождения жил в Москве, служил в церквах святителя Митрофана и святителя Николая Явленного на Арбате.
12 апреля 1925 года подписал акт о вступлении в должность Патриаршего Местоблюстителя митрополита Петра (Полянского).
28 апреля епископ Вениамин был вновь арестован по обвинению в «контрреволюционной агитации и распространении злостных непроверенных слухов с целью дискредитирования сов. власти», заключён в Бутырскую тюрьму. Обвинение не подтвердилось, 22 мая епископ был освобождён, дело следствием прекращено.
С 1926 года жил на хуторе Крутяки Бологовского района на иждивении сестёр.
В 1928 году поселился в Ригодищинской сельскохозяйственной монашеской артели в Ленинградской области. Впоследствии был выслан из Смоленской епархии.
С 1930 года жил в городе Валдае.
В 1932 году ездил в Москву для лечения.
Вёл замкнутый образ жизни, отличался крайней осторожностью, квартиру его посещали лишь несколько
монахинь и священников. Однако осторожность не помогла епископу: в его окружении была завербована женщина, получившая псевдоним «Своя» и около года собиравшая компрометирующий материал на владыку.
Арестован 17 февраля 1938 года, заключён в тюрьму в Старой Руссе. Обвинялся в том, что, «будучи непримиримым врагом сов. власти, среди населения систематически проводил контрреволюционную агитацию, распространял провокационные контрреволюционные слухи о скорой гибели советской власти. Проводил контрреволюционные сборища, устраивая их под видом религиозных обрядов». На допросах епископ Василий признал, что «враждебно настроен к политике ВКП(б) и советского правительства».
Постановлением особой тройки УНКВД по Ленинградской области от 4 марта 1938 года приговорён к расстрелу. Расстрелян 6 марта 1938 года в Ленинграде. Похоронен в Ленинграде.
Реабилитирован заключением прокуратуры Ленинградской области 26 апреля 1989 года.